# Champillon

Champillon este o comună în departamentul Marne, Franța. În 2009 avea o populație de 519 de locuitori.